# Yvon Madiot

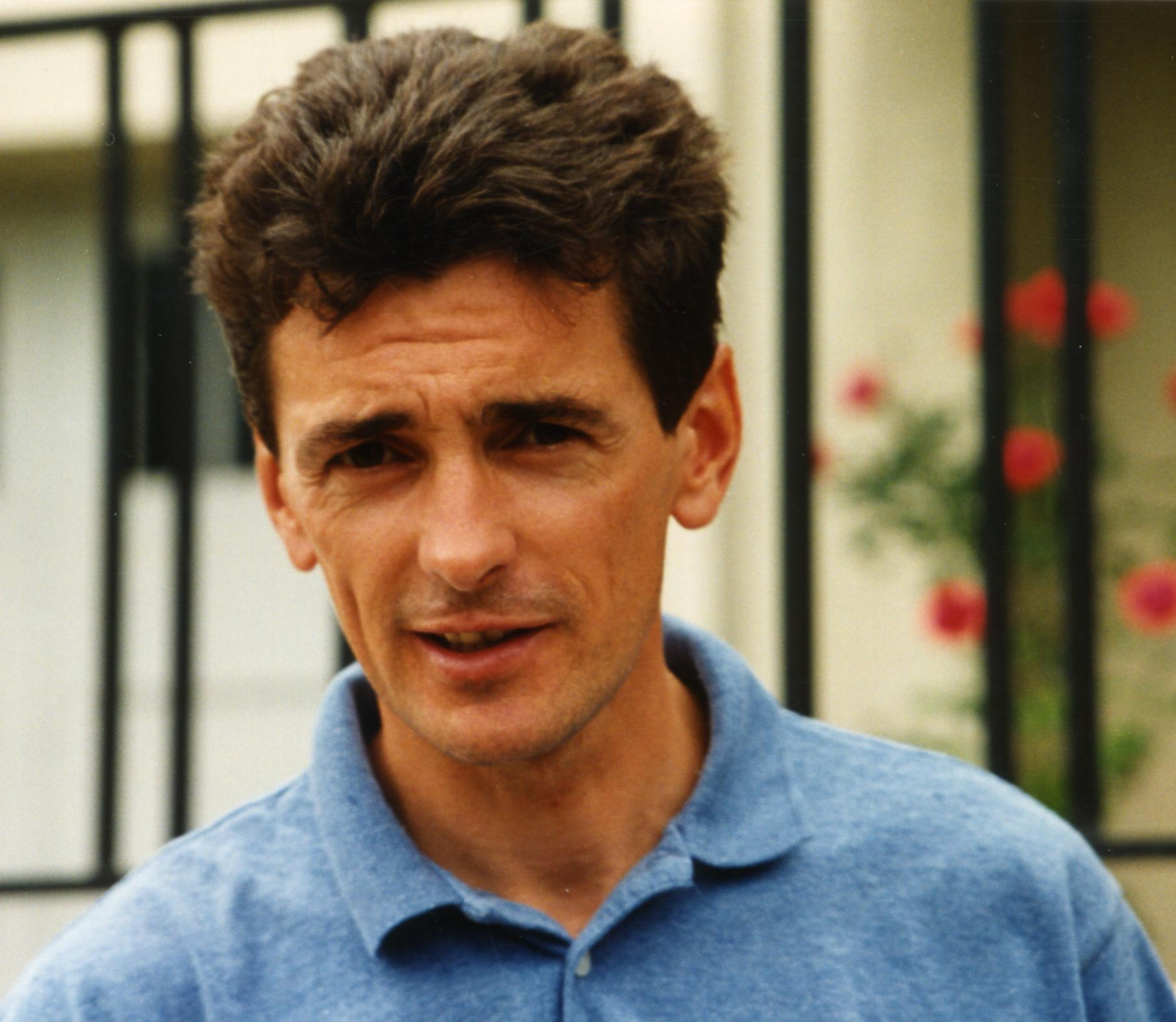
Yvon Madiot

Yvon Madiot (* 21. Juni 1962 in Renazé) ist ein ehemaliger französischer Radrennfahrer und nationaler Meister im Radsport.

## Sportliche Laufbahn
Madiot fuhr 1983 mit 21 Jahren bereits die Internationale Friedensfahrt und die Tour de l’Avenir in einer Saison. Bei der Friedensfahrt gewann er die 10. Etappe und wurde 62. des Gesamtklassements. Die Tour de l’Avenir beendete er als Fünfter. Im September des Jahres wurde er Berufsfahrer beim Team Renault-Elf, das von Cyrille Guimard geleitet wurde. Mit dem Sieg beim Grand Prix Cannes zu Saisonbeginn 1984 hatte er einen erfolgreichen Einstand bei den Profis. Im Juli fuhr er seine erste Tour de France, die er als 46. beendete. Insgesamt startete er neunmal bei der Tour, der 10. Platz 1986 war dabei seine beste Platzierung. 1984 und 1986 konnte er im Mannschaftszeitfahren jeweils eine Etappe gewinnen. 1984 gewann er auch seinen ersten französischen Meistertitel, als er das Championat im Querfeldeinrennen gewann. Ein Jahr später verteidigte er den Titel. Weitere Podiumsplätze folgten in den nächsten Jahren. 1987 wurde er nochmals Meister. Von 1980 bis 1989 startete Madiot regelmäßig bei den UCI-Weltmeisterschaften im Querfeldeinrennen; eine Medaille konnte er nicht gewinnen, sein bestes Ergebnis war der 10. Platz 1988, wobei er alle Rennen zu Ende fuhr. Im Straßenrennen gelang es ihm 1986, den französischen Meistertitel zu gewinnen. Das Critérium International gewann Madiot 1985. Dreimal startete er bei der Vuelta a España; seine beste Platzierung war der 8. Platz 1987.

## Berufliches
Nach seiner Laufbahn wurde er Sportlicher Leiter im französischen Team FDJ, später Groupama-FDJ.

## Familiäres
Madiot ist der Bruder von Marc Madiot, der ebenfalls als Radrennfahrer aktiv war. In ihrer Heimatstadt ist das örtliche Radstadion 2014 nach ihnen benannt.